# Warner TV
Warner TV – amerykański kanał telewizyjny emitowany w telewizji kablowej i satelitarnej, który jest częścią Warner Bros. Discovery. Stacja zaczęła nadawanie 30 września 1995 w Ameryce Południowej. 23 października 2021 kanał zastąpił w Polsce kanał TNT.

## Historia
9 lipca 2021 informowano, że TNT zmieni się w Warner TV już 23 października.
23 października 2021 TNT zmienił nazwę na Warner TV, a także w Rumunii.